# 戴多禄二世
教宗德奧二世（拉丁語：Theodorus PP. II，約840年－897年12月或898年1月）是公元9世紀末一位在位時間短暫的教宗。當時意大利中部正受封建制度所帶來的暴力和混亂影響，天主教會亦因此而出現黨派衝突。德奧二世就在這個時候成為教宗，管理天主教會。他在這一段短時間的任期內主要將897年1月舉行的「殭屍審判」裡所決議的內容推翻，並恢復執行教宗福慕任內發出的教令。除此之外，他亦下令將遺體被沖上台伯河畔的福慕重新葬於聖伯多祿大殿。897年12月或898年1月，德奧二世在教宗國羅馬離世。

## 背景
神聖羅馬帝國在公元9世紀末沒落，天主教會需要依靠強大的歐洲貴族作為後盾。教宗斯德望五世請求阿努爾夫協助保護羅馬，令羅馬免受「異教徒和邪惡的基督徒」威脅。阿努爾夫拒絕後，斯德望五世轉向斯波萊托的嘉爾三世求助。嘉爾三世在斯德望五世同意將他封為神聖羅馬帝國皇帝後答應保護羅馬。斯德望五世死後，福慕被選為教宗。福慕和嘉爾三世兩人本身並不太想做盟友，而嘉爾三世則強迫福慕為自己重新加冕及冊封自己的兒子蘭伯特為共同皇帝和皇位繼承人。福慕同意，但是他在嘉爾三世離世後遊說阿努爾夫到羅馬攻打斯波萊托人。阿努爾夫接受福慕的建議而福慕則於894年冊封他為神聖羅馬帝國皇帝。阿努爾夫成為皇帝後數年，他和福慕相繼離世。新教宗斯德望六世在成為教宗不久將蘭伯特加冕為新皇帝。
897年1月，斯德望六世召開「殭屍審判」。葬在聖伯多祿大殿的福慕遺體被挖出並以教宗祭衣裝飾。福慕被控「作出偽證、違反教會法中主教不能轉到其他教區任職的規定及貪圖教宗之位」的罪行。一位執事為福慕辯護，而審判最後裁定福慕全部罪成，並同時廢除他任內所發布的法令和免去被他晉鐸和晉牧的教士和主教的聖職。福慕的遺體重新葬在一個普通墳墓，後來遺體被丟進台伯河裡。福慕的支持者得知此事後造反，並於審判後7個月將斯德望六世廢黜。斯德望六世被廢黜後不久就在監獄死去。被認為是親福慕派的教宗羅基後來繼位，但是他在出任教宗4個月被廢黜。他被廢黜後成為了一位修士。

## 出任教宗
德奧的背景所知不多，有資料記載他於羅馬出生以及是君士坦丁堡普世牧首佛提烏一世之子。他的兄弟狄奧多西亦是一名主教，而狄奧多西是被斯德望五世晉鐸。雖然德奧二世出任教宗的實際日期不詳，但是現代的文獻普遍同意他於897年12月期間出任教宗20天。有其他人對其任期有不同看法。10世紀法國籍編年史者弗洛多德只表示德奧二世出任教宗12天；而亞歷克西-弗朗索瓦·阿塔德·代·蒙特則認為他在898年2月12日至3月3日期間共20天出任教宗。
德奧二世跟他的前任都是福慕的支持者。有些歷史學家認為羅基被廢黜是因為他並沒有盡快回復福慕作為前教宗應有的尊嚴；有其他人則認為是斯德望六世的支持者逼使他下台。不論發生哪一種情況，德奧二世在上任後便即時處理「殭屍審判」的問題。他召開宗教會議，會議上撤銷斯德望六世任內所推行的政策。除此之外，他又恢復執行教宗福慕任內發出的教令，並將已免職的教士和主教復職。另外，他命人將被沖上河畔及被秘密埋葬的福慕遺體重新放回聖伯多祿大殿裡的原埋葬處。德奧二世跟羅基一樣有向格拉多宗主教授予特權和一顆鑄幣。鑄幣正面鑄有蘭伯特的名字，而背面則鑄有「Scs. Petrus」及「Thedr.」。
弗洛多德認為德奧二世態度積極，並描述他是一個「熱愛聖職、愛好和平、溫和、簡潔樸實、和藹可親和非常親近窮人的人」。德奧二世死因不明，有著作認為他很大機會是被人毒死。有其他著作表示「較體弱或比前任者（...）更年老」的教宗很有可能是被故意選出而成為教宗。德奧二世的墳墓在17世紀拆卸聖伯多祿大殿時被破壞。

## 後續
德奧二世死後，若望九世和思齊三世都聲稱自己是新教宗。後者後來被絕罰及被趕出羅馬。若望九世召開宗教會議再次確認德奧二世對「殭屍審判」的處理方法並禁止對已離世的人進行審判。另一邊廂，思齊三世不承認德奧二世和若望九世所召開的宗教會議及宣布「殭屍審判」為合法的宗教會議。思齊三世於904年1月成為合法教宗。

## 腳註及參考書目

### 腳註
1. 1 2 3  . The Holy See.   [2017-06-02]. （原始内容存档于2016-10-31）.
2. ↑  Dollison (1994), p. 95.
3. ↑  Kelly, Walsh (2010), pp. 113–114.
4. ↑  Kelly, Walsh (2010), p. 114.
5. 1 2 3  Kelly, Walsh (2010), p. 115.
6. ↑  Kelly, Walsh (2010), pp. 114–115.
7. 1 2 3 4  Mann (1902), pp. 88–90.
8. ↑  Gregorovius (2010), p. 230.
9. ↑  Artaud De Montor (1911), pp. 119–120.
10. ↑  . Sts. Martha and Mary Parish, Mississauga. 2006-12-13. （原始内容存档于2016-03-04）.
11. 1 2  Reardon (2004), p. 68.
12. ↑  Kelly, Walsh (2010), p. 116.
13. ↑  Kelly, Walsh (2010), pp. 118–119.
14. ↑  . The Holy See.   [2017-06-02]. （原始内容存档于2016-10-31）.